# Rey de Reyes (2009)
Rey de Reyes 2009 se llevó a cabo el 16 de marzo del 2009 en la Plaza de Toros de Guadalajara, Jalisco. Este evento fue producido por la AAA, ya que fue la decimotercera edición de Rey de Reyes.

## Cartelera
- El Apache, Faby Apache y Aero Star, le ganaron a Billy Boy, Cyntia Moreno y Tigre Cota.

- El Zorro y la Hard Fundation (Teddy Hard y Jack Evans) le ganan al Charly Manson y la D-generation X (X-Pac y Alex Koslov).

- El Mesías le gana a Chessman en una lucha en Jaula Extrema, reteniendo el Megacampeonato de AAA.

- Vampiro Canadiense le gana a Konnan
  - Arturo Rivera se corta su cabellera para que pagara su apuesta.

### Torneo Rey de Reyes
- Grupo 1

| Participantes                                         | Orden de eliminación | Finalista   |
| ----------------------------------------------------- | -------------------- | ----------- |
| - Latin Lover - Abismo Negro - Black Abyss - Dark Ozz |                      | Latin Lover |

- Grupo 2

| Participantes                                       | Orden de eliminación | Finalista   |
| --------------------------------------------------- | -------------------- | ----------- |
| - Silver King - El Elegido - Alan Stone - Joe Líder |                      | Silver King |

- Grupo 3

| Participantes                                              | Orden de eliminación | Finalista    |
| ---------------------------------------------------------- | -------------------- | ------------ |
| - Electroshock - Súper Fly - Octagón - Nicho El Millonario |                      | Electroshock |

- Grupo 4

| Participantes                                         | Orden de eliminación | Finalista |
| ----------------------------------------------------- | -------------------- | --------- |
| - La Parka - Super Porky - Dark Scoria - Kenzo Suzuki |                      | La Parka  |

- Finalistas

| Finalistas                                             | Orden de eliminación | Rey de Reyes del 2009 |
| ------------------------------------------------------ | -------------------- | --------------------- |
| - Latin Lover - Silver King - Electro Shock - La Parka |                      | Electro Shock         |

### Luchadores sorpresas

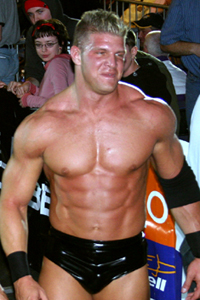
Marco Corleone, unos de los nuevos luchadores que llegaron a la AAA en el 2009.

Aparecieron varios luchadores sorpresas en la función quienes fueron son:
- Juventud Guerrera: aparece a ayudar al equipo conformado por la D-generation MX (X-Pac, Alex Koslov) y Charly Manson, en lo cual se enfrentaban a la legión extranjera conformada por El Zorro y The Hard Fundation (Teddy Hart y Jack Evans).

- Dr. Wagner Jr.: a partir de esa fecha, ese luchador daría mucho de que hablar porque iniciaba una nueva rivalidad con el Mesías empezando a retarlo por el Megacampeonato de AAA después de que El mesías ya le había ganado a Chessman en Lucha en Jaula Extrema por el título. Muchos decían que era contratado por Konnan ya que le estaba insistiendo venir a la Legión Extranjera, pero días antes de la Triplemanía XVII, Silver King fue traicionado por la legión en lo cual como era hermano del Dr. Wagner Jr., iniciaron el movimiento de la Wagnermanía.

- Marco Corleone: aparece para ayudar al Vampiro Canadiense a que le gane a Konnan y sus legionarios.